# Ecnomus cattienensis
Ecnomus cattienensis är en nattsländeart som beskrevs av Malicky 1995. Ecnomus cattienensis ingår i släktet Ecnomus och familjen trattnattsländor. Inga underarter finns listade i Catalogue of Life.